# La Défense de Tsaritsyne
Pour plus de détails, voir Fiche technique et Distribution.
La Défense de Tsaritsyne (en russe : Оборона Царицына, Oborona Tsaritsyna) est un film soviétique réalisé par Frères Vassiliev, sorti en 1942,.

## Distribution
- Mikheil Gelovani : Joseph Staline
- Nikolaï Bogolioubov : Kliment Vorochilov
- Mikhaïl Jarov : Cosaque Martyn Perchikhine
- Varvara Miasnikova : Ekaterina Vorochilova
- Piotr Nikachine : Alexander Parkhomenko
- Pavel Kadotchnikov : Nikolaï Roudnev
- Vladimir Gremine : Anatoli Nossovitch
- Vassili Sofronov : Ryndine
- Boris Babotchkine : Lieutenant Moldavski
- Boris Dmokhovski : général Constantin Mamontov
- Vladimir Sladkopevtsev : Timofeich
- Aleksandr Khvylia : Semion Boudienny

## Fiche technique
- Titre français : La Défense de Tsaritsyne[3]
- Photographie : Apollinari Dudko, Sergeï Ivanov, Aleksandr Sigaïev
- Musique : Nikolaï Krioukov
- Décors : Piotr Yakimov